# 대립 가설
가설 검정 이론에서, 대립 가설(對立假說, 영어: alternative hypothesis, 기호 H1) 또는 연구 가설 또는 유지 가설은 귀무가설에 대립하는 명제이다. 보통, 모집단에서 독립변수와 결과변수 사이에 어떤 특정한 관련이 있다는 꼴이다. 어떤 가능성에 대해 확률적인 가설검정을 할 때 귀무가설과 함께 사용된다. 이 가설은 귀무가설처럼 검정을 직접 수행하기는 불가능하며 귀무가설을 기각함으로써 받아들여지는 반증의 과정을 거쳐 받아들여질 수 있다.

## 단측과 양측 검정
대립가설은 양측 대립 가설과 단측 대립 가설이 있다.

### 단측 대립 가설
독립 변수와 결과 변수와의 관련성을 검정할 때 그 방향이 미리 어느 한쪽으로 결정되어 있는 경우이다. 예를 들어 새로 개발된 심장병 치료 약물이 기존의 약물요법에 비교하여 더 효과가 좋은가?라는 것을 밝혀낼 때에 더 효과가 좋다는 가설이 단측대립가설이다.

### 양측 대립 가설
독립변수와 종속변수간에 관련성 혹은 차이가 존재하는가?라는 면에서만 관심을 가지는 것이며 그 방향은 따지지 않는 가설이다. 예를 들어 새로 개발된 심장병 치료 약물이 기존의 약물요법에 비교하여 효과에 차이가 있다라고 가정하는 것이다.

## 같이 보기
- 안티테제
- 귀무 가설
- 1종 오류와 2종 오류